# Desertec

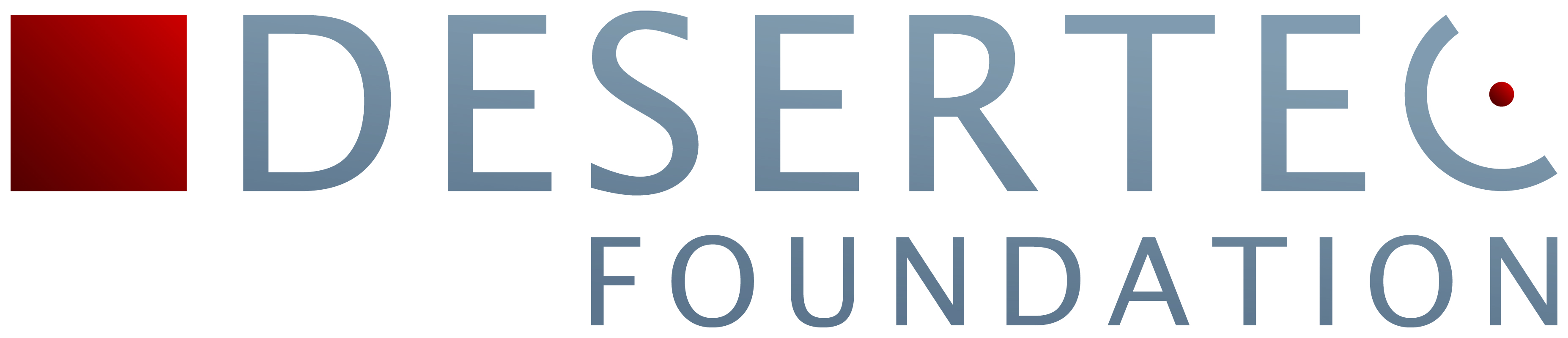
Логотип DESERTEC Foundation

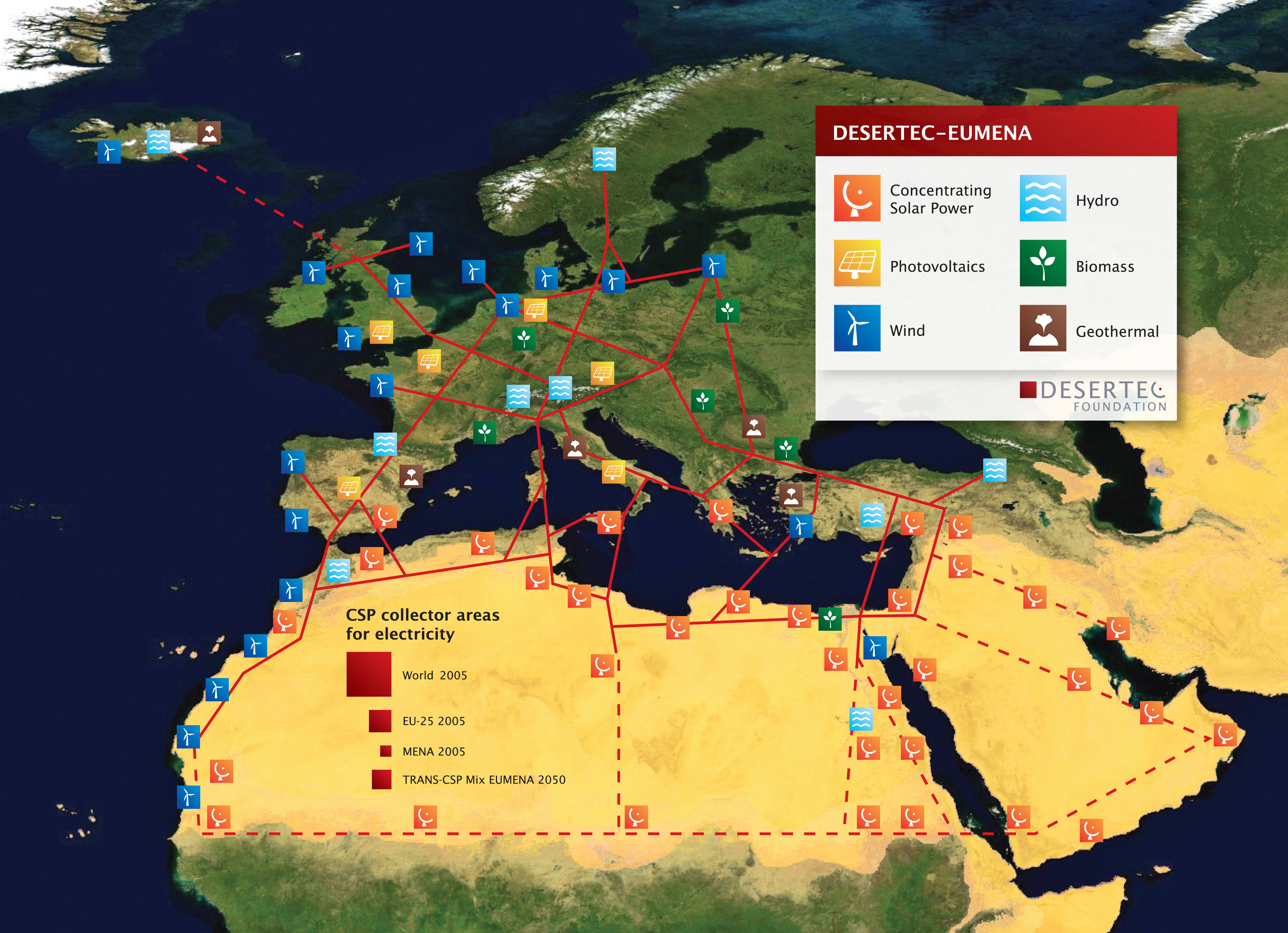
Нарис можливої інфраструктури (Source: DESERTEC Foundation, www.desertec.org)

Desertec — проект з побудови найбільшої у світі системи сонячних електростанцій в Сахарі, вартістю в 400 мільярдів євро.
Втілити цю задумку в життя мають намір близько двадцяти німецьких компаній, вони планують 2009 створити консорціум, який займеться залученням інвестицій в проект Desertec. В рамках проекту планується розташувати сонячні енергоустановки в кількох країнах регіону, де спостерігається політична стабільність. До Desertec приєднаються Італія і Іспанія; інтерес до проекту також виявили і в Північній Америці.
Докладний план дій представники німецьких компаній обіцяють підготувати через пару років. За їхніми словами, з технологічної точки зору проект цілком реальний. Передбачається, що Desertec забезпечить близько 15% потреб Європи в електроенергії. Після запуску енергоустановок на повну потужність Desertec зможе виробляти 100 гігават екологічно чистої енергії. Для порівняння, таку ж кількість виробляють 100 звичайних електростанцій. Перша «африканська» електроенергія має розпочати поступати в оселі європейців протягом ближчих десяти років.